# BBS 정오종합뉴스
BBS 정오종합뉴스는 BBS FM에서 평일 낮 12시부터 12시 15분까지 방송되는 라디오 낮 종합뉴스 프로그램이다.

## 진행
- 이선희 아나운서

## 동시 시간대 뉴스 프로그램
- KBS 제1라디오 정오종합뉴스 (KBS 제1라디오)
- MBC 정오종합뉴스 (MBC 표준FM)
- cpbc 정오종합뉴스 (cpbc 가톨릭평화방송)
- 경인방송 정오종합뉴스 (경인방송)
- TBS 정오뉴스 (TBS FM)
- TBN 정오뉴스 (TBN 한국교통방송)
- KFN 라디오 뉴스 (KFN 라디오)

## 같이 보기
- BBS 경제와 생활뉴스
- BBS 뉴스

| BBS FM 매일 프로그램 |                        |                         |
| 이전                 | BBS 정오종합뉴스       | 다음                    |
| 지금은 수행시대      | BBS 정오종합뉴스       | 이효주의 싱싱라디오     |
| 오전 11시 ~ 낮 12시  | 낮 12시 ~ 낮 12시 15분 | 낮 12시 15분 ~ 오후 2시 |
|                      |                        |                         |

| 광주BBS FM 매일 프로그램 |                        |                         |
| 이전                     | BBS 정오종합뉴스       | 다음                    |
| 지금은 수행시대          | BBS 정오종합뉴스       | 이효주의 싱싱라디오     |
| 오전 11시 ~ 낮 12시      | 낮 12시 ~ 낮 12시 15분 | 낮 12시 15분 ~ 오후 2시 |
|                          |                        |                         |